# 黄玉清 (1973年)
黄玉清（1973年—），汉族，河南沈丘人，中华人民共和国政治人物、第十二届全国人民代表大会河南地区代表。
毕业于中央党校经济管理专业。任河南万果园实业集团有限公司总经理。2008年起担任全国人大代表。2013年，担任全国人大代表。